# Lógica doxástica
La lógica doxástica (del griego antiguo δόξα, doxa, "creencia") es un sistema lógico que se ocupa del razonamiento acerca de las creencias. Típicamente, una lógica doxástica utiliza la expresión {\displaystyle B_{c}p\,} para significar "el razonador c cree que p es verdadero", y el conjunto {\displaystyle B_{c}\,} se refiere al conjunto de creencias de c.
Existe un paralelismo completo entre los razonadores que creen en proposiciones y los sistemas matemáticos que demuestran proposiciones. Utilizando la lógica doxástica, se puede expresar el equivalente epistémico del teorema de la incompletitud de Gödel, como también el teorema de Löb, y otros resultados metamatemáticos.

## Tipos de razonadores
- Razonador preciso: Un razonador c es preciso si no cree en ninguna proposición falsa (axioma modal T).[1][2]

{\displaystyle \forall p\ B_{c}p\to p}
- Razonador impreciso: Un razonador c es impreciso si existe al menos una proposición en la que cree y que no es verdadera.[1][2]

{\displaystyle \exists p\ B_{c}p\land \neg p}
- Razonador presumido: Un razonador c es presumido, si cree que no es impreciso. Un razonador presumido necesariamente incurre en una imprecisión.[1][2]

{\displaystyle B_{c}(\neg \exists p(B_{c}p\land \neg p))}
- Razonador consistente: Un razonador c es consistente si no cree en una proposición y su negación (axioma modal D).[1][2]

{\displaystyle \forall p\ \neg (B_{c}p\land B_{c}\neg p)}
- Razonador normal: Un razonador c es normal si siempre que cree p, cree también que cree p (axioma modal 4).[1][2]

{\displaystyle \forall p\ B_{c}p\to B_{c}B_{c}p}
- Razonador peculiar: Un razonador c es peculiar si existe alguna proposición p en la que cree, pero también cree que no cree p. Si bien un razonador peculiar puede parecer un fenómeno psicológico extraño, un razonador peculiar es necesariamente impreciso pero no necesariamente inconsistente.[1][2]

{\displaystyle \exists p\ B_{c}p\land B_{c}\neg B_{c}p}
- Razonador regular: Un razonador c es regular si su creencia es distributiva sobre las operaciones lógicas (axioma modal K).[1][2]

{\displaystyle \forall p\forall q\ B_{c}(p\to q)\to (B_{c}p\to B_{c}q)}
- Razonador reflexivo: Un razonador c es reflexivo si para toda proposición p existe una proposición q tal que el razonador cree que {\displaystyle q\leftrightarrow (B_{c}q\to p)}. Y por lo tanto si un razonador reflexivo del tipo 4 cree que {\displaystyle B_{c}p\to p}, entonces también creerá p. Este es un paralelismo del teorema de Löb para razonadores.[1][2]

- Razonador inestable: Un razonador c es inestable si existe alguna proposición p en la que c cree que cree, pero realmente no cree. Este es un fenómeno tan extraño como la peculiaridad. Sin embargo, un razonador inestable no necesariamente es inconsistente.[1][2]

{\displaystyle \exists p\ B_{c}B_{c}p\land \neg B_{c}p}
- Razonador estable: Un razonador c es estable si no es inestable. O sea si para todo p, si cree que cree p entonces cree p. Notar que la estabilidad es lo opuesto de la normalidad.[1][2]

{\displaystyle \forall p\ B_{c}B_{c}p\to B_{c}p}
- Razonador modesto: Un razonador c es modesto si para toda proposición p cree que {\displaystyle B_{c}p\to p} sólo si cree p. Un razonador modesto nunca cree {\displaystyle B_{c}p\to p} a menos que crea p. Por el teorema de Löb, todo razonador reflexivo del tipo 4 es modesto.[1][2]

{\displaystyle \forall p\ B_{c}(B_{c}p\to p)\leftrightarrow B_{c}p}
- Razonador raro: Un razonador c es raro si es del tipo G y cree que es inconsistente, ¡pero se equivoca en su creencia![2]

- Razonador tímido: Un razonador c es tímido si no cree en una proposición porque cree que creer en ésta implica creer en una contradicción.[2]

{\displaystyle \forall p\ B_{c}(B_{c}p\to B_{c}\bot )\to \neg B_{c}p}

## Niveles incrementales de raciocinio
- Razonador de tipo 1: Un razonador c es del tipo 1 si posee un conocimiento completo de la lógica proposicional. Es decir, si cree en toda tautología (axioma modal N), y si su conjunto de creencias está lógicamente cerrado mediante modus ponens. Si c cree que p y que p implica q, entonces también cree que q (axioma modal K). En este sentido es equivalente al sistema modal K.[1][2][3]

{\displaystyle p\models B_{c}p}
{\displaystyle (B_{c}p\land B_{c}(p\to q))\to B_{c}q}
- Razonador de tipo 1*: Un razonador c es del tipo 1* si cree en todas las tautologías, si su conjunto de creencias está lógicamente cerrado mediante modus ponens, y si para todo par de proposiciones p y q, si cree que p implica q, entonces cree que si cree p, entonces también cree q. Un razonador del tipo 1* posee un poco más de autoconciencia que un razonador del tipo 1.[1][2]

{\displaystyle B_{c}(p\to q)\to B_{c}(B_{c}p\to B_{c}q)}
- Razonador de tipo 2: Un razonador c es del tipo 2 si es del tipo 1 y si para todo p y q cree (correctamente) que si cree tanto que p como que p implica q, entonces creerá q. Por ser del tipo 1, c cree en la proposición lógicamente equivalente: {\displaystyle B_{c}(p\to q)\to (B_{c}p\to B_{c}q)}. En otras palabras, un razonador de tipo 2 sabe que sus creencias son cerradas bajo modus ponens.[1][2]

{\displaystyle B_{c}((B_{c}p\land B_{c}(p\to q))\to B_{c}q)}
- Razonador de tipo 3: Un razonador c es del tipo 3 si es del tipo 2 y además es un razonador normal.[1][2]

- Razonador de tipo 4: Un razonador c es del tipo 4 si es del tipo 3 y también cree que es normal.[1][2][3]

- Razonador de tipo G: Un razonador c es del tipo G si es del tipo 4 y además cree que es modesto.[1][2]

## Incompletitud de Gödel e indecisión doxástica
Sea un razonador preciso al que se le encomienda la tarea de asignar un valor de verdad a una proposición que se le presenta. Existe una proposición frente a la cual el razonador deberá permanecer indeciso para siempre o perder su precisión. Una solución es la proposición:
S: "Usted nunca creerá esta proposición."
Si el razonador alguna vez cree la proposición S, se vuelve falso por este solo acto, haciendo de S una creencia falsa y por lo tanto convirtiendo al razonador en impreciso al creer en S.
Por lo tanto, dado que el razonador es preciso, él o ella nunca creerán en S. Por lo tanto la proposición era verdadera, ya que eso es exactamente lo que se afirmaba. Además el razonador nunca tendrá la falsa creencia que S es verdadero. El razonador no puede creer ni que la proposición es verdadera o es falsa sin convertirse en inconsistente (o sea afirmar dos creencias contradictorias). Y por lo tanto el razonador debe permanecer por siempre indeciso en lo que respecta a si la proposición S es verdadera o falsa.
El teorema equivalente establece que para cualquier sistema formal F, existe una proposición matemática que puede ser interpretada significando "Esta proposición no es demostrable en el sistema formal F". Si el sistema F es consistente, ni la proposición ni su opuesta serán demostrables en él.

## Inconsistencia y peculiaridad de razonadores presumidos
A un razonador del tipo 1 se le formula la siguiente proposición "Usted nunca creerá esta proposición." Resulta interesante notar que si el razonador cree que él o ella son siempre precisos, entonces él o ella se convierten en imprecisos. Dicho razonador hará el siguiente razonamiento: "Si yo creo la proposición entonces la misma será falsa por esta acción, lo que significa que yo seré impreciso. Esto es imposible, ya que yo siempre soy preciso. Por lo tanto yo no puedo creer dicha proposición, debe ser falsa."
Por lo tanto el razonador cree que la proposición es falsa, lo que hace que la proposición sea verdadera. Por lo tanto el razonador es impreciso en creer que la proposición es falsa. Si el razonador no hubiera asumido su propia precisión, él o ella nunca se hubieran involucrado en una imprecisión.
Se puede demostrar que un razonador presumido es peculiar.

## Creencias auto satisfechas
En sistemas se define la reflexividad de forma que para cualquier p (en el lenguaje del sistema) existe algún q tal que q≡(Bq→p) es demostrable en el sistema. El teorema de Löb (en una forma general) establece que para todo sistema reflexivo del tipo 4, si Bp→p es demostrable en el sistema, también lo es p.

## Inconsistencia de la creencia en la estabilidad de uno mismo
Si un razonador reflexivo del tipo 4 cree que él o ella es estable, entonces él o ella se volverá inestable. Dicho en otras palabras, si un razonador estable reflexivo del tipo 4 cree que él o ella es estable, entonces él o ella se volverá inconsistente. A que se debe esto? Supongamos que un razonador estable reflexivo del tipo 4 cree que él o ella es estable. Se demuestra a continuación que él o ella creerá que en toda proposición p (y por lo tanto ser inconsistente). Tomemos una proposición aleatoria p. El razonador cree BBp→Bp, por lo tanto según el teorema de Löb él o ella creerá Bp (porque él o ella cree Br→r, donde r es la proposición Bp, y por lo tanto él o ella creerá en r, que es la proposición Bp). Dado que es estable, él o ella entonces creerá p.